# Veneux-les-Sablons
Veneux-les-Sablons (ejtése: [vənø le sablɔ̃]) település Franciaországban, Seine-et-Marne megyében. Lakosainak száma 4696 fő (2018. január 1.). Veneux-les-Sablons Champagne-sur-Seine, Fontainebleau, Saint-Mammès, Thomery, Moret-sur-Loing és Moret Loing et Orvanne községekkel határos.

## Népesség
A település népessége az elmúlt években az alábbi módon változott:
| Lakosok száma | 4813 | 4822 | 4744 | 4696 |
|               | 2013 | 2015 | 2017 | 2018 |